# Bataille de Kaiserslautern
Première Coalition
Batailles
La bataille de Kaiserslautern eut lieu du 28 au 30 novembre 1793, pendant la guerre de la Première Coalition. L'armée de Moselle, commandée par le général Lazare Hoche est vaincue par l'armée prussienne commandée par le duc de Brunswick.

## Contexte
Ayant échoué dans la prise du fort de Bitche, le duc de Brunswick décide de se retirer dans les Vosges. Les conditions météo sont épouvantables, il neige, la boue rend les chemins impraticables. Lazare Hoche, se lance à la poursuite des Prussiens. Il débute et ne connait ni son armée, ni le pays et perd beaucoup de temps à chercher  son ennemi. Le général français divise alors son armée pour tenter de le repérer. Brunswick met sagement ce temps à profit pour choisir soigneusement le lieu de la bataille. Kaiserslautern est protégée par les rives marécageuses de la Lauter.

## La bataille
Le 28 novembre, l'armée française s'avance sur trois colonnes. La colonne de droite est commandée par Alexandre Camille Taponnier, celle de gauche par Jean-Jacques Ambert. Hoche marche au centre, mais les chemins sont trop mauvais et il perd beaucoup de temps. 
C'est Taponnier qui entre le premier au contact de l'ennemi et remporte aussitôt quelques succès. Mais Ambert a eu beaucoup de mal à traverser la Lauter et se trouve, avec seulement 6 000 hommes face au corps de Friedrich Adolf von Kalckreuth bien supérieur en nombre. Menacé d'encerclement, il doit se replier et rejoindre les forces de Hoche, qui vient à son secours.
Le 29, l’armée française franchit la rivière. L’avant-garde de Dubois et Molitor est sévèrement accrochée devant le plateau d'Erlenbach. Ambert doit se porter à leur secours en contournant le plateau. Seule une forte batterie installée sur les hauteurs voisines en vient à bout.
Hoche reforme alors ses troupes sur le mont Otterberg. Attaquée par plusieurs escadrons français, l'aile gauche prussienne, qui semble pourtant isolée, résiste. La brigade Simon se perd en attaquant l'aile droite ennemie et ne rejoint la division Paillard qu’à la tombée du jour. Il est trop tard pour entreprendre une nouvelle attaque, et Ambert reçoit ordre de marcher toute la nuit pour rejoindre Hoche.
De son côté, Taponnier attaque Kaiserslautern, mais seul et devant une forte résistance, il est repoussé dans les bois. Lui aussi passe la nuit sur le qui-vive.
Au matin du 30, la canonnade fait rage des deux côtés. Hoche lance de nouvelles attaques. Sur la gauche, à la tête de quatre bataillons, Molitor manque de prendre le Buchberg, mais il est repoussé. À droite la division Huet à du mal à se maintenir. Au centre, les cavaleries des deux camps chargent tour à tour, à l'envi, sans ordre et sans but précis : toutes ces attaques sont bien désordonnées. Voyant ses flancs bien appuyés, Brunswick fait marcher ses lignes pour reprendre le Otterberg et Hoche ordonne finalement d'abandonner le combat.

## Conséquences

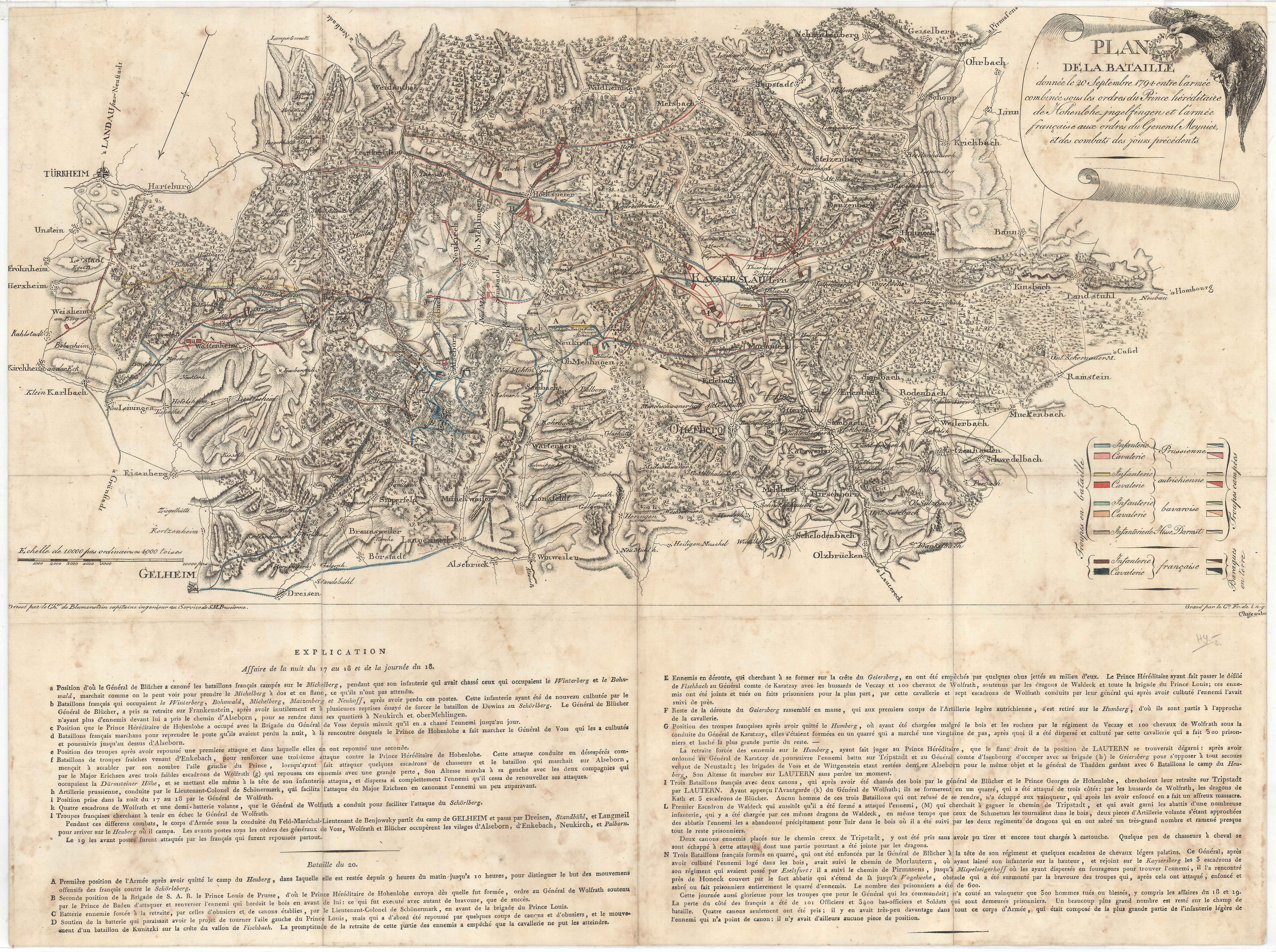
Bataille de Kaiserslautern au 20. septembre 1794

Épuisée, l'armée de Moselle se replie, après avoir perdu 3 000 hommes. Avec cinq bataillons Ambert est chargé de protéger la retraite, mais Brunswick renonce à la poursuite.
Hoche sera sévèrement critiqué par le Comité de salut public. Il perdra son commandement le 20 mars 1794 et convaincu de trahison, il sera jeté en prison. Il ne devra la liberté qu'à la chute de Robespierre.

## Sources
- Études françaises de littérature militaire par Louis Albert Beauvais - 1855